# Polapy
Polapy (ukrainisch Полапи; russisch Полапы, polnisch Połapy) ist ein Dorf im Nordwesten der ukrainischen Oblast Wolyn mit etwa 1000 Einwohnern (2001).

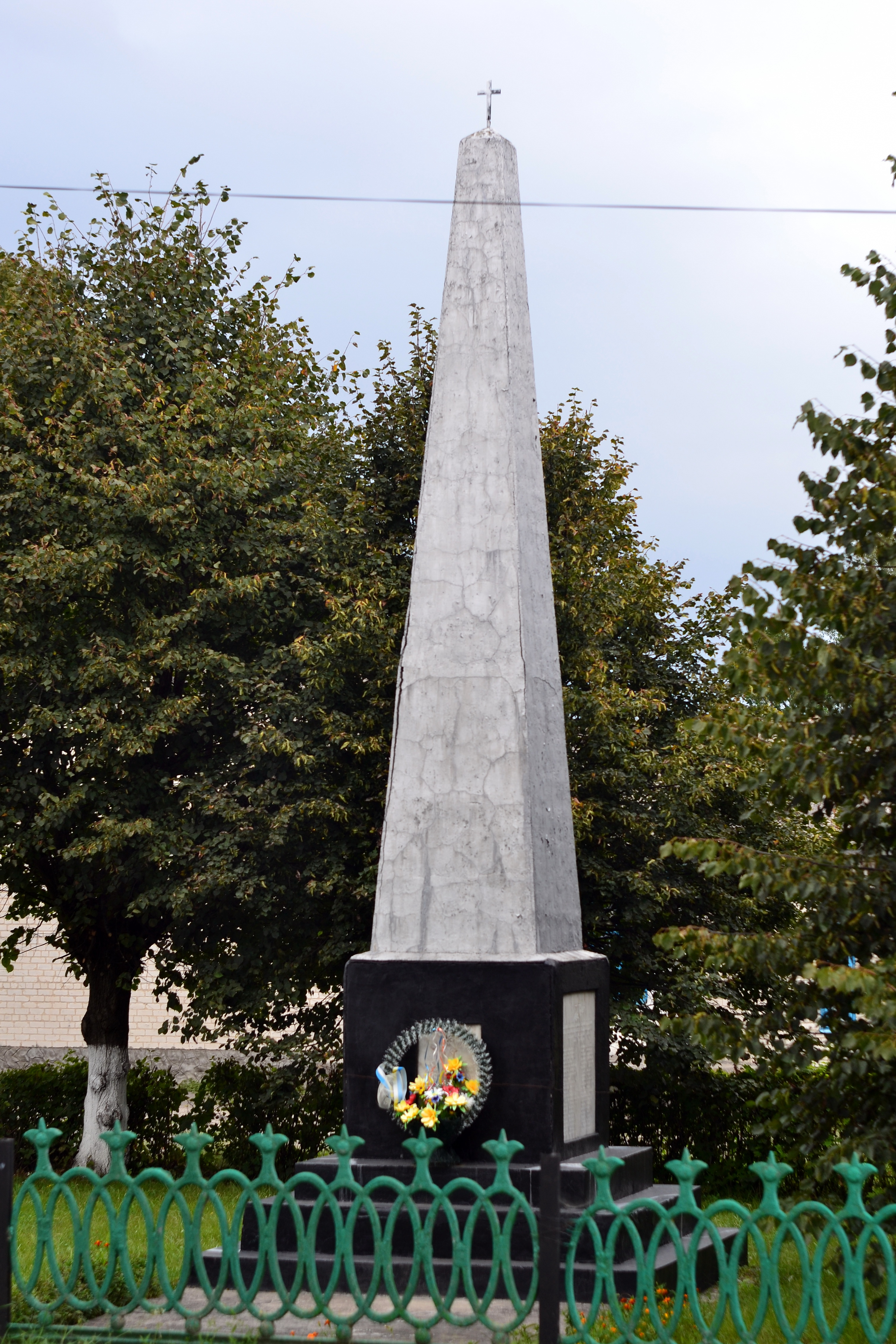
Denkmal im Ort

Das erstmals im 16. Jahrhundert schriftlich erwähnte Dorf besaß am Ende des 19. Jahrhunderts 195 Häuser mit insgesamt 1159 Einwohnern. Vom 23. Juni 1941 bis zum 18. Juli 1944 war das Dorf von Truppen der Wehrmacht besetzt.
Am 18. Juli 2017 wurde das Dorf ein Teil der neugegründeten Landgemeinde Riwne (ukrainisch Рівненська сільська громада/Riwnenska silska hromada), bis dahin bildete das Dorf zusammen mit dem südwestlich von Polapy liegenden Dorf Sokil (Сокіл, ⊙) (etwa 140 Einwohnern) die gleichnamige im Norden des Rajons liegende 12,6 km² großen Landratsgemeinde im Rajon Ljuboml.
Am 17. Juli 2020 wurde der Ort Teil des Rajons Kowel.
Polapy befindet sich nahe der polnisch-ukrainischen Grenze, 15 km nordwestlich vom ehemaligen Rajonzentrum Ljuboml und 137 km nordwestlich vom Oblastzentrum Luzk entfernt. Fünf Kilometer östlich vom Dorf verläuft die Territorialstraße T–03–02.
Im Dorf befindet sich die erstmals 1755 erwähnte, 1943 niedergebrannte und 1993 wieder errichtete Heilige Himmelfahrtskirche der Ukrainisch-Orthodoxen Kirche Moskauer Patriarchats.